# Muiscasaurus
Muiscasaurus là một chi thằn lằn cá trong họ Ophthalmosauridae đây là chi đơn loài với một loài duy nhất là Muiscasaurus catheti. Đây là loài bò sát biển có 4 lỗ mũi mới được phát hiện ở phía đông dãy Andes thuộc Colombia. Loài bò sát biển này còn được gọi là thằn lằn cá. 

## Niên đại
Loài bò sát biển này có tuổi đời 130 triệu năm tuổi, rất khó để mô phỏng một cách chính xác về loài sinh vật này vì thời gian nó sống cách đây khá lâu. Chúng sống ở đại dương từ kỉ Trias đến kỉ Phấn trắng cách đây khoảng 250 đến 100 triệu năm. Chúng sống khoảng vào khoảng 15 triệu năm trước khi họ thằn lằn cá tuyệt chủng. Lý do chúng biến mất vẫn còn là một bí ẩn.

## Đặc điểm
Các khóa thạch co thấy chúng kì lạ là chiếc mũi rất "dị" của nó, không giống bất kì loài bò sát nào từ trước tới nay. Mũi của nó rất đặc biệt, mỗi lỗ mũi được chia thành 2 lỗ riêng biệt, đặc điểm giúp phân biệt nó với các loài thằn lằn cá khác. Giống như các loài khác trong họ này, chúng có mắt lớn, hàm và răng nhỏ và ăn các loài cá nhỏ khác. Con trưởng thành có thể đạt tới độ dài 5m.
Hóa thạch được tìm thấy là của một cá thể chưa trưởng thành, dài 3m. Đây là con chưa trưởng thành dựa trên kích thước mắt so với phần còn lại của hộp sọ. Ở loài bò sát, cá thể con thường có mắt và đầu rất to so với toàn bộ cơ thể, xương của nó ở dạng xốp, cho thấy nó còn đang tiếp tục phát triển. Vì chỉ tìm thấy hộp sọ nên rất khó xác định được cơ thể của nó như thế nào. 